# Idem
Idem (łac. „to samo”, „ten sam”, „tenże”, skracane do Id.) – określenie używane głównie w przypisach i cytatach (zawartych w tekstach naukowych lub prawniczych), odnoszące się do poprzedniej pozycji lub autora. Po polsku to określenie stosuje się w formie „tenże”.

## Przykład 1
1. J. Nowak, Łacina dla początkujących, Warszawa 1997, s. 23.
2. Idem, Łacina dla zaawansowanych, Kraków 2004, s. 100.

Odwołanie numer 2 odsyła do tego samego autora co odwołanie numer 1, ale do innej publikacji z jego dorobku.

## Przykład 2
1. A. Kowalski, „Czasowniki modalne”, w: idem, Gramatyka języka niemieckiego, Łódź 2001, s. 45–50.

Wskazanie, że rozdział „Czasowniki modalne” znajduje się w książce o nazwie Gramatyka języka niemieckiego. Autorem rozdziału, jak i samej książki jest jedna osoba.